# Юрюнг-Хаинский национальный наслег
Юрюнг-Хаинский национальный наслег или Юрюнг-Хаинский национальный (долганский) наслег — сельское поселение в Анабарском улусе Якутии Российской Федерации.
Административный центр — посёлок Юрюнг-Хая.

## История
Статус и границы сельского поселения установлены Законом Республики Саха (Якутия) от 30 ноября 2004 года N 173-З N 353-III «Об установлении границ и о наделении статусом городского и сельского поселений муниципальных образований Республики Саха (Якутия)»

## Население
| 2002  | 2010  | 2011  | 2012  | 2013  | 2014  | 2015  |
| ----- | ----- | ----- | ----- | ----- | ----- | ----- |
| 1051  | ↗1148 | →1148 | ↘1113 | ↘1105 | ↘1103 | ↗1106 |
| 2016  | 2017  | 2018  | 2019  | 2020  | 2021  |       |
| ↗1120 | ↗1136 | ↗1147 | ↗1159 | ↗1167 | ↗1179 |       |

## Состав сельского поселения
| № | Населённый пункт | Тип населённого пункта          | Население |
| - | ---------------- | ------------------------------- | --------- |
| 1 | Юрюнг-Хая        | посёлок, административный центр | ↗1179     |